# Juan Aranzamendi
Juan Aranzamendi (San Salvador, alcaldía mayor de San Salvador, Capitanía General de Guatemala siglo XVIII - estado de El Salvador siglo XIX) fue uno de los participantes del primer movimiento independentista en 1811; y luego en 1814 uno de los principales líderes del segundo levantamiento ocurrido en San Salvador, después del cual sería arrestado y reducido a prisión hasta ser liberado por un indulto concedido por el rey Fernando VII en 1818.

## Biografía
Juan José de Aranzamendi y Palomo nació en la ciudad de San Salvador, alcaldía mayor de San Salvador, Capitanía General de Guatemala en el siglo XVIII; siendo hijo de Manuel Aranzamendi y León, y María Lorenza Palomo y Aguilar. Era hermano de María Felipa Aranzamendi, y por lo tanto cuñado de Manuel José Arce, quien también era su primo hermano.
En 1811 participaría en el primer movimiento independentista. Posteriormente, en 1814, sería uno de los principales líderes de la segunda insurrección independentista. Al inicio de ese movimiento, según el testimonio del soldado voluntario Pedro Garay, luego que el alcalde segundo de San Salvador Pedro Pablo Castillo mandase a tocar las campanas del cabildo (en la tarde del 24 de enero de ese año) para que la gente se aglomerara, Aranzamendi se presentaría en la sacristía de la iglesia parroquial; donde junto con Castillo, el alcalde primero Juan Manuel Rodríguez, Manuel José Arce, Domingo Antonio de Lara, y Miguel Delgado y León, se reunirían en una junta en el cuarto de los sacristánes; de donde saldría brevemente para traer papel y tinta, con la cual Juan Isidro Hoyos escribiría lo que en esa junta se decía para después enviárselo a las demás poblaciones de la intendencia de San Salvador.
Permanecería en la sacristía de la parroquia hasta la medianoche del día 25; cuando, debido a los disparos que habían ocurrido en la zona del convento de San Francisco, el alcalde Castillo ordenaría a los presentes que saliesen de ahí. Más adelante, según el testimonio de Faustino García, estaría con Isidro Morales discutiendo sobre sí había que mantener fuego del lado del cabildo, donde se encontraba acuerteladas las tropas realistas; pero no llegarían a ningún acuerdo, y paulatinamente (al igual que los demás) iría dejando la zona de la iglesia parroquial.
El 5 de mayo sería capturado junto con Manuel José Arce y el presbítero Mariano Antonio de Lara; sería procesado y llevado a juicio, después del cual sería sentenciado a guardar prisión por varios años; hasta el año de 1818 cuando sería liberado gracias a un indulto concedido por el monarca Fernando VII. Luego de lo cual no se sabe más de él, probablemente fallecería tiempo después de la independencia.